# La risata del gabbiano
La risata del gabbiano (Mávahlátur) è un film del 2001 diretto da Ágúst Guðmundsson.
Il film, con tono leggero, narra attraverso lo sguardo di una ragazzina molto perspicace, gli sconvolgimenti creati in una piccola realtà della provincia islandese degli anni '50, dal ritorno di una donna emancipatasi negli Stati Uniti d'America.

## Trama
La tranquillità di una piccola cittadina dell'Islanda degli anni '50 è scossa dal ritorno della bella Freyja dagli Stati Uniti. La giovane donna, rimasta vedova, ha infatti deciso di far ritorno in patria, nella modesta casa dalla quale partì molto giovane. Ad accoglierla ci sono la nonna, la zia e tre cugine: la tredicenne Agga, Dódó e Ninna che ha un piccolo ritardo mentale. L'unico uomo di casa è lo zio che però è quasi sempre fuori a pescare. C'è poi anche la sorella Dísa che ha un marito e due bambini e vive con la sua famiglia ai limiti dell'indigenza.
Freyja ha un portamento e un'eleganza che la distinguono e che fatalmente affascinano tutti gli uomini del paese. Innamoratasi del facoltoso Theodor, vi instaura una relazione che però per la differenza sociale sembrerebbe non avere particolare futuro. Quando Dísa scappa di casa per i maltrattamenti del marito, Freyja e le cugine la soccorrono amorevolmente dandole ospitalità. Capita poi che una notte la casa dell'uomo vada a fuoco e lui vi rimanga ucciso dentro. Agga, che dorme in camera con Freyja, sostiene che sia stata la cugina ad incendiare la casa e quindi uccidere l'uomo, e lo riferisce al poliziotto del paese, Magnús. Questi sa già che la ragazzina ha sempre malvisto la nuova arrivata e non dà alcun peso alle sue denunce.
Nonostante la contrarietà di tutta la famiglia di lui, Freyja sposa Theodor, ma la convivenza con la suocera si rivela impossibile.
Freyja lascia il lavoro in farmacia ed apre una merceria tutta sua nella quale impiega Dódó e Dísa. Restata incinta, scopre che il marito la tradisce con Birna, la storica fidanzata di buona famiglia, e così torna dalla zia.
Theodor, ubriaco, la va a trovare per riprendersela. Nasce una colluttazione che coinvolge tutte le donne di casa e che termina quando Freyja colpisce violentemente il marito in testa uccidendolo. Le donne inscenano poi una letale caduta dalle scale e così non verrà sospettato alcunché anche perché Theodor era stato visto ubriaco da tutti.
Agga che ha assistito a tutto, denuncia a Magnús l'omicidio, per lei il secondo, opera della malvagia cugina. Sulle prime il poliziotto non intende dare retta alla ragazzina, poi, effettuata un'ispezione nei luoghi del presunto crimine, trova confermata in pieno la dinamica della testimonianza.
Magnús incontra nuovamente Agga nel porticciolo e quando la non più ragazzina prende coscienza che quanto asserito porterebbe in carcere non solo l'odiata cugina ma presumibilmente tutta la sua famiglia, in varie forme complice dell'omicidio, dice al poliziotto di essersi inventata tutto, proprio come lui aveva sempre sostenuto...

## Produzione
La località in cui è ambientata la vicenda è Hafnarfjörður, sviluppatasi enormemente dal dopoguerra ad oggi fino a diventare la terza città dell'Islanda.

## Premi e riconoscimenti
Il film si è aggiudicato numerosi premi tra i quali 6 Edda Awards, i premi più importanti del cinema islandese, compreso quello per il miglior film.